# Clive Davis
Clive Davis (* 4. dubna 1932) je americký hudební producent a A&R osoba. Narodil se v Brooklynu do židovské rodiny. V roce 1967 se stal prezidentem hudebního vydavatelství Columbia Records. Pozici opustil roku 1973. Roku 1974 založil vlastní vydavatelství Arista Records. Z pozice odešel roku 2000, kdy založil jiné vydavatelství – J Records. Rovněž působil ve společnostech RCA Music Group a Sony Music Entertainment. To zaniklo roku 2011. Clive Davis byl roku 2000 uveden do Rock and Roll Hall of Fame.